# Návplio
Návplio (görög betűkkel: Ναύπλιο; ógörög formájában: Nauplion [Ναύπλιον]) egy görögországi tengerparti város a Peloponnészosz-félszigeten, az Argoliszi-félsziget tövénél, az Argoliszi-öböl partján. A város volt az első görög köztársaság fővárosa, a görög szabadságharcot követően, 1821-től 1834-ig. Návplio jelenleg az Argoliszi régió székhelye.

## Neve
A város neve többször is változott a történelem évszázadai során. A modern görög nyelv szerinti elnevezése Návplio, de az európai nyelvekre való átíráskor sokszor Nauplia vagy Navplion néven említik a települést. Az ókorban, attikai görög nyelven és latinul Nauplia, míg jón nyelven Nauplie néven nevezték. A középkorból számtalan további névvariáns ismeretes, mint például Náfplion, Anáplion vagy Anáplia.
A késő középkorban és a kora újkorban – amikor ez a térség velencei uralom alatt állt, a város olasz elnevezése Napoli di Romania („romániai Nápoly”) volt, tekintettel arra, hogy a "Romania" név a középkorban a bizánci Birodalom területére volt használatos, és ezzel, mint utótaggal különböztették meg a várost az olaszországi Nápolytól. Nem sokkal később, amikor a környék oszmán fennhatóság alá került, a város török neve Mora Yenişehir lett, melyben a Mora a Peloponnészosz középkori nevére (Morea) utalt, és az „új város” jelentésű yeni şehir kifejezés pedig vélhetően a görög eredetű korábbi név (Napoli = néa polisz) fordítása. Az oszmán időkben hívták még a várost Anaboli-nak is.
A 19. században és a 20. század elején gyakorlatilag különbségtétel nélkül használták a szóvégi n-nel ellátott korábbi formát (Návplion) és az azt mellőző újabb (Návplio) formát is, mindkét alakot használták hivatalos dokumentumokban és útikönyvekben egyaránt. Ma is előfordul a használatban a szóvégi n-nel ellátott forma.

## Földrajza
Návplio az Argoliszi-öböl északkeleti partvidékén fekszik, a Peloponnészosz-félszigetből délkeletre kiágazó Argoliszi-félsziget tövénél. Az óváros nagy része maga is egy, az öbölbe benyúló kis félszigeten terül el, amely félsziget alakja révén egy természetesen védett öböl alakult itt ki. Ezt a védelmet az évszázadok során mesterséges, ember alkotta védgátak kialakításával is erősítették. A környező mocsarak feltöltésével a város földterülete – főként az 1970-es évek óta – majdnem a kétszeresére nőtt.
A 2011-es görögországi önkormányzati reform óta közigazgatásilag hozzá tartozik a korábban független önkormányzatiságú Aszini, Midea és Nea Tirüntha is

## Történelme

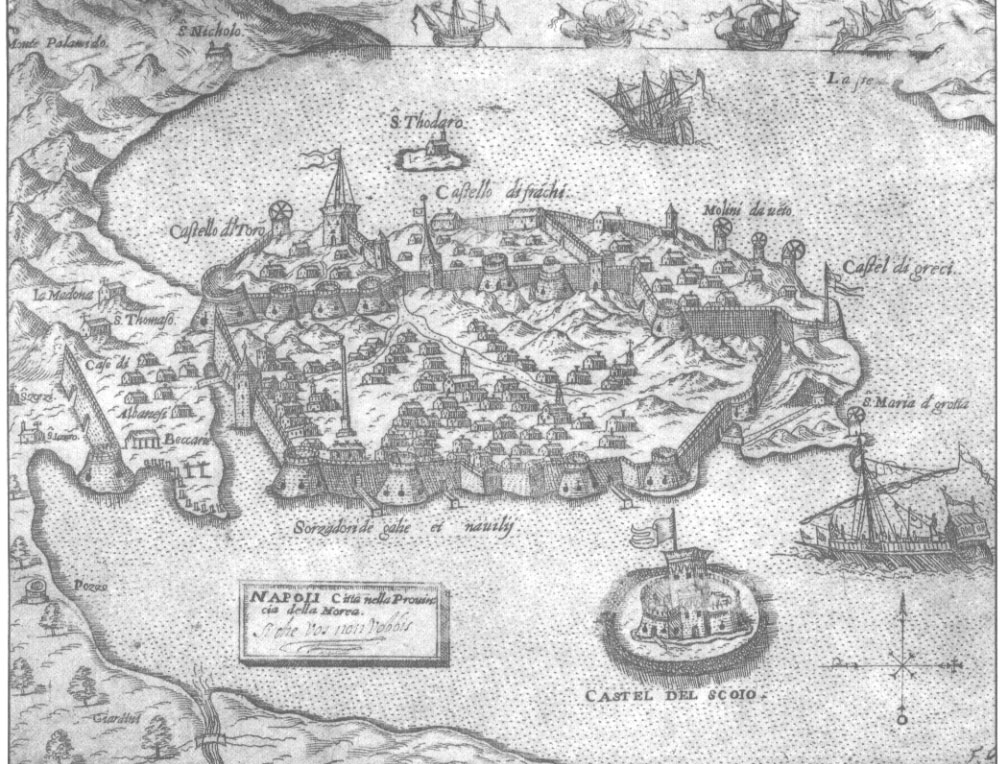
Návplion, olaszul Napoli di Romania a 16. század közepén.

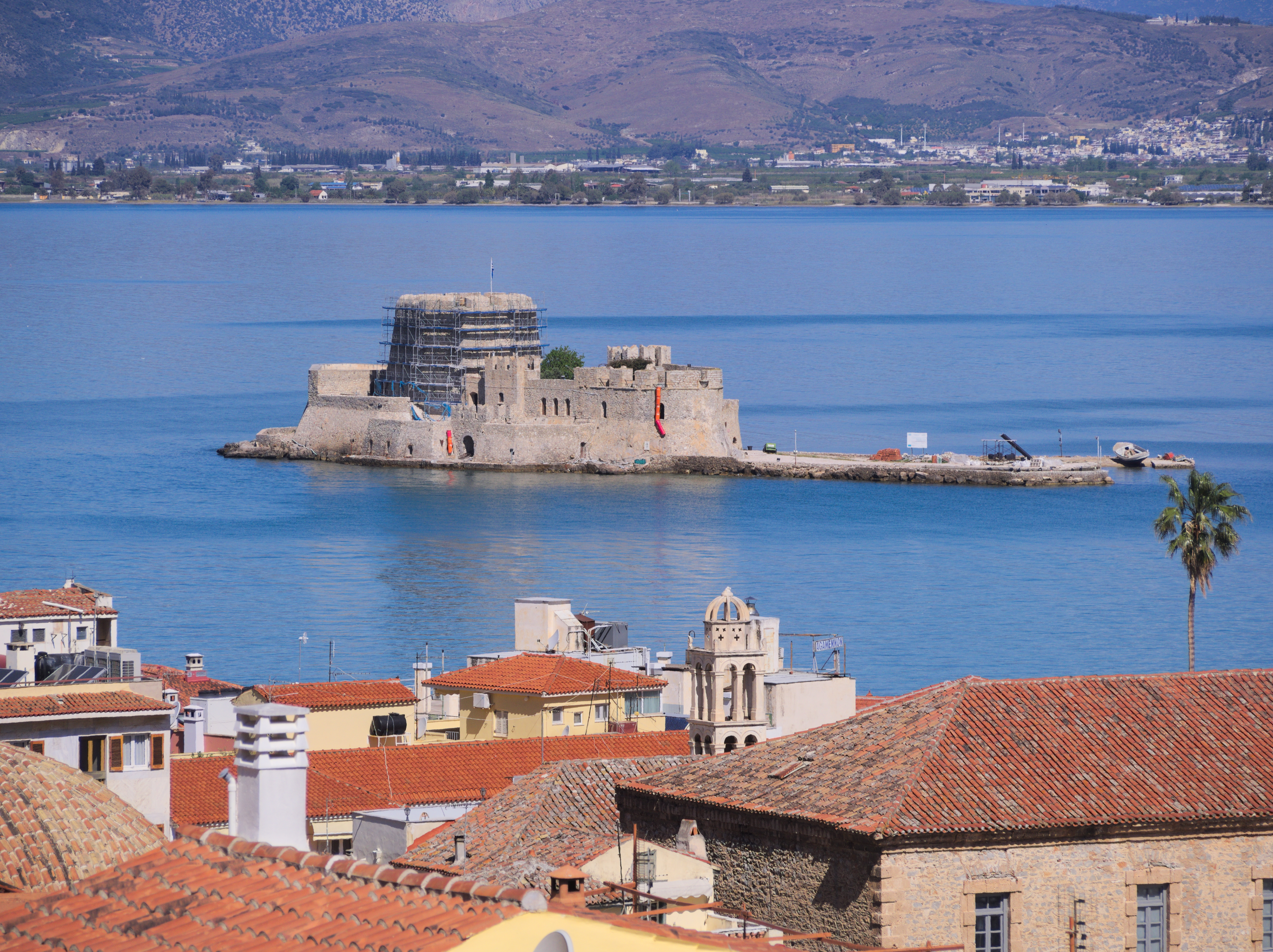
A Burci(Bourtzi)-erőd

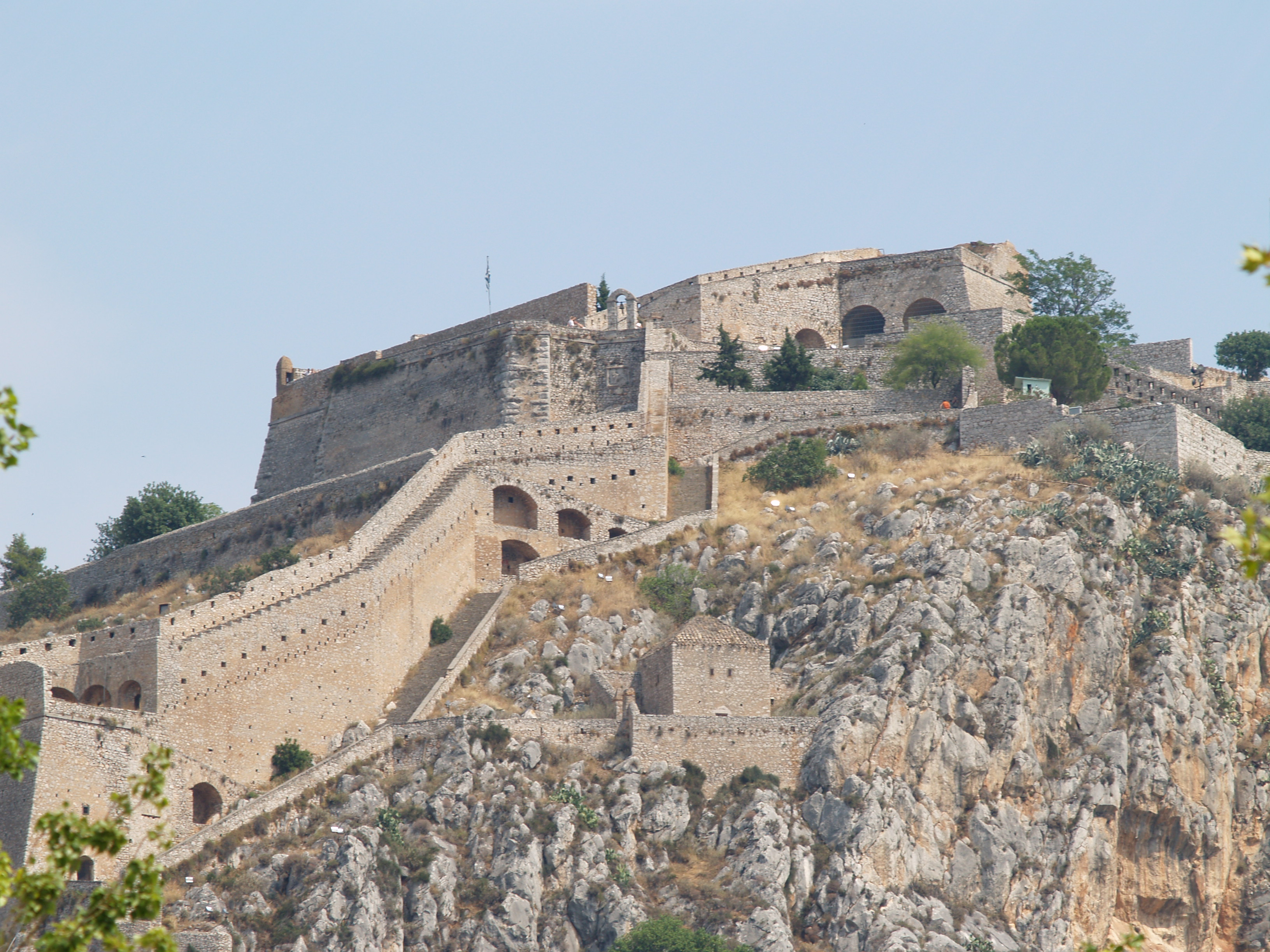
A Palamidi várkastély börtön is volt

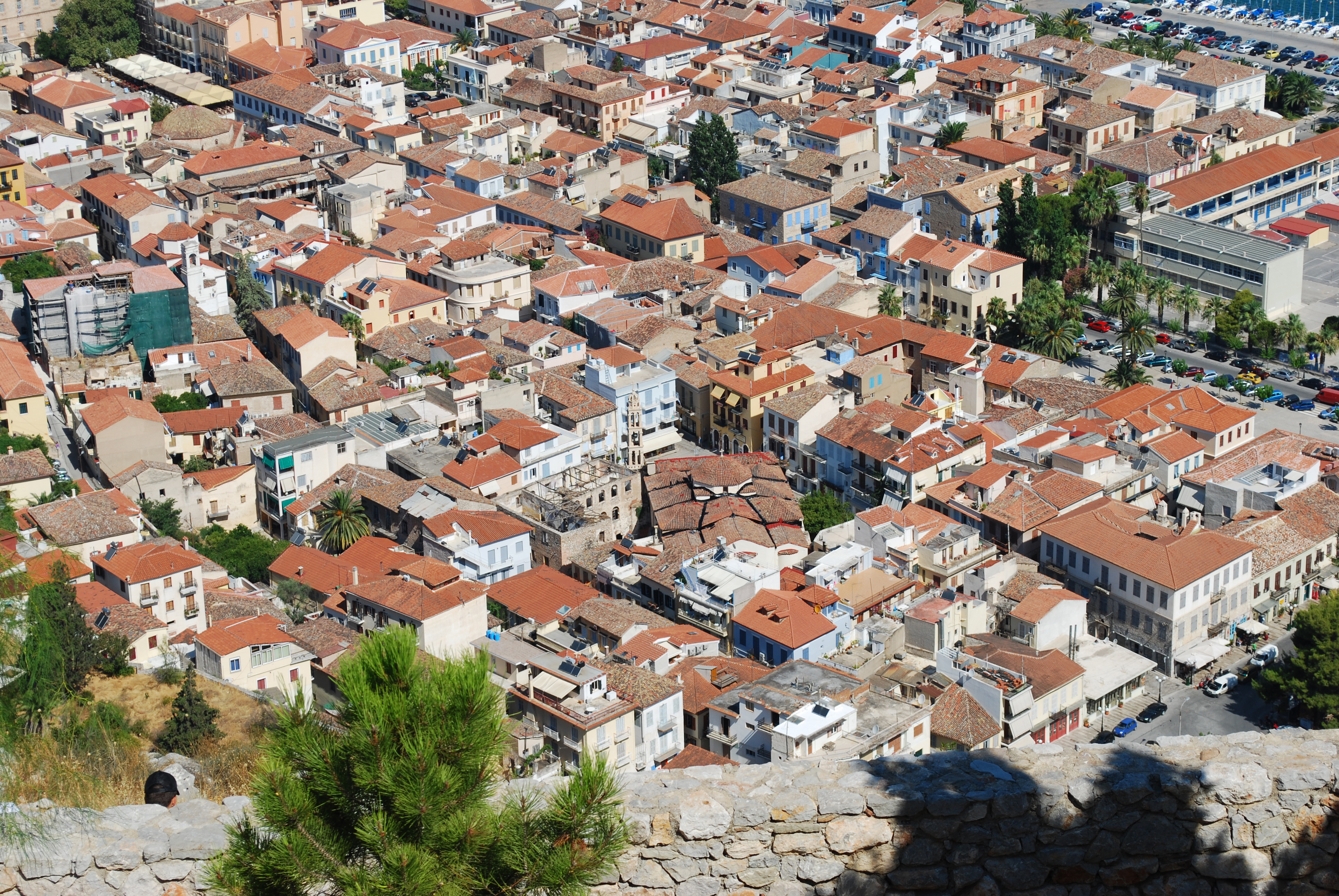
Kilátás a Palamidiről.

### Ókor
Návplio környéke az ősidők óta lakott területnek számít, de ennek kevés látható nyoma maradt fent ezen a tájon. A város akkoriban erődítmény volt, amely több alkalommal is szerephez jutott az ókori történelemben. Feltehető, hogy ezt a várost említi III. Amenhotep (Amenophisz fáraó ókori egyiptomi sírfelirata, Nuplija formában.

### Középkor
Návplio erősségének (Acronauplia) falait a történelem évszázadai során a bizánciak, keresztesek, a velenceiek és a törökök is erősítették. 1212-ben francia keresztesek foglalták el a várost, majd 1388-ban a velenceiek fennhatósága alá került. Az elkövetkező 150 évben az egyre növekvő alsó várost is megerősítették, egyúttal Acronauplia is új védműveket kapott.

### Újkor
1540-ben törökök foglalták el a várost, akik Mora Yenişehri néven a környező terület (szandzsák) közigazgatási székhelyévé tették azt. Ebben az időszakban Návplio nagyon hasonlíthatott az itt látható, 16. századi látképre. 1685-ben a Velencei Köztársaság visszahódította a várost, és az általa alapított „Moreai királyság” székhelyévé emelte. Ekkor épült a Palamidi-erőd, amivel tovább erősödött a város, groteszk módon azonban az itt állomásozó katonák létszáma mindössze 80 fő volt, így a törökök könnyűszerrel visszafoglalták 1715-ben. Palamidi később még a görög szabadságharc idején is fontos szerephez jutott.

### 19. század
A görög függetlenségi háború idején Návplio a fő oszmán erősségek egyikének számított, ostroma több mint egy éven át tartott – a várost az ostromlóknak végül csak kiéheztetéssel sikerült megadásra bírniuk. Miután elfoglalták, masszív erődítményrendszere miatt a város lett az első görög köztársaság fővárosa. Joánisz Kapodísztriasz, a felszabadult Görögország első államfője ugyancsak Nafpliónál lépett először görög földre, 1828. január 7-én, és 1829-ben hivatalosan is Görögország fővárosává nyilvánította a települést. A halál is a városban érte: 1831. október 9-én egy merénylő végzett vele, az itteni Szent Szpiridion-templom lépcsőin. Halálát követően anarchia alakult ki az országban, ami Ottó király színre lépéséig és az új Görög Királyság kikiáltásáig tartott. Návplio még a királyság első éveiben is főváros maradt, egészen 1834-ig, amikor Ottó király Athénba helyezte át a székhelyét.

### A 20. és 21. század

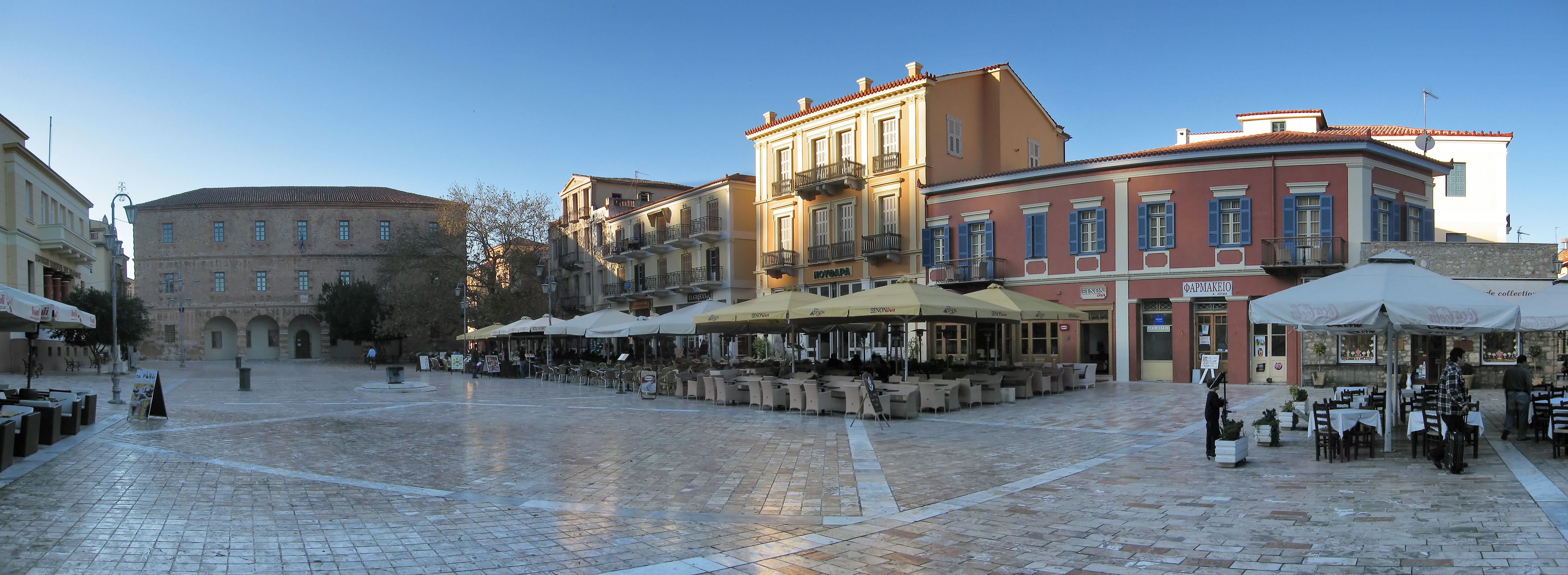
A Szüntagmatosz tér

Návplio az 1960-as évektől lassanként a turizmus érdeklődési körébe került, de korántsem olyan mértékben, mint az ország jó néhány más része; a vidék főleg a német és a skandináv turistákat vonzza. Návplio éghajlata kifejezetten napos és enyhe, még a görög viszonyokhoz mérten is, ennek megfelelően népszerű az athéni lakosság körében is, mint egynapos vagy egy-egy hétvégére szóló kirándulások célpontja. Bár – kikötőváros lévén – jelentős a halászat és a tengeri közlekedés illetve szállítás is a város életében, a legnagyobb foglalkoztató ágazat jelenleg a turizmus. A város könnyűszerrel elérhető Athénból a sűrűn közlekedő menetrend szerinti buszjáratokkal.

## Látnivalók
- Burci (Bourtzi, görögül Μπούρτζι) – kis erődsziget a kikötő közelében; a velenceiek által épített erődítményt egészen 1865-ig használták védelmi célokra; az 1970-es évek óta turisztikai célokat szolgál, a városból kishajóval érhető el.
- Palamidi erőd – 216 méteres magasságban építették a velenceiek barokk stílusban, majd 1715-től több mint száz évig török kézen volt; a városból közel 1000 lépcsőn lehet feljutni, belépődíjas.
- Návplio óvárosa.
- A városban számos kisebb-nagyobb múzeum található (történelmi múzeum, ouzo-múzeum, néprajzi gyűjtemény, kőmúzeum, stb.)

## Ismert személyek, akik a településhez kötődnek
- Leonidasz Droszisz – szobrász;
- Nina Bawden (1925-2012) – író;
- Nikosz Karuzosz (1926–1990) – költő;
- Vangelisz Kazan (1936–2008) – színész;
- Szotiriosz Szotiropulosz (1831–1898) – ügyvéd, politikus, Görögország miniszterelnöke;
- Angelosz Terzakisz (1907–1979) – író;
- Kharilaosz Trikupisz (1832–1896) – politikus, Görögország 1875 és 1895 között hétszer is megválasztott miniszterelnöke;
- Panajotisz Takhtszidisz (1991– ) – futballista, az olasz AS Roma csapatának játékosa.

## Testvértelepülések
| - Amiens, Franciaország - Burgasz, Bulgária, 1984 - Cetinje, Montenegró, 1995 - Kronstadt, Oroszország - Martignas-sur-Jalle, Franciaország, 1987 - Menton, Franciaország, 1996 | - Niles, Illinois, Amerikai Egyesült Államok, 1995 - Ottobrunn, Németország, 1992 - Poti, Grúzia, 1990 - Royan, Franciaország, 2005 - Ypsilanti, Michigan, Amerikai Egyesült Államok, 1997 |

## Galéria

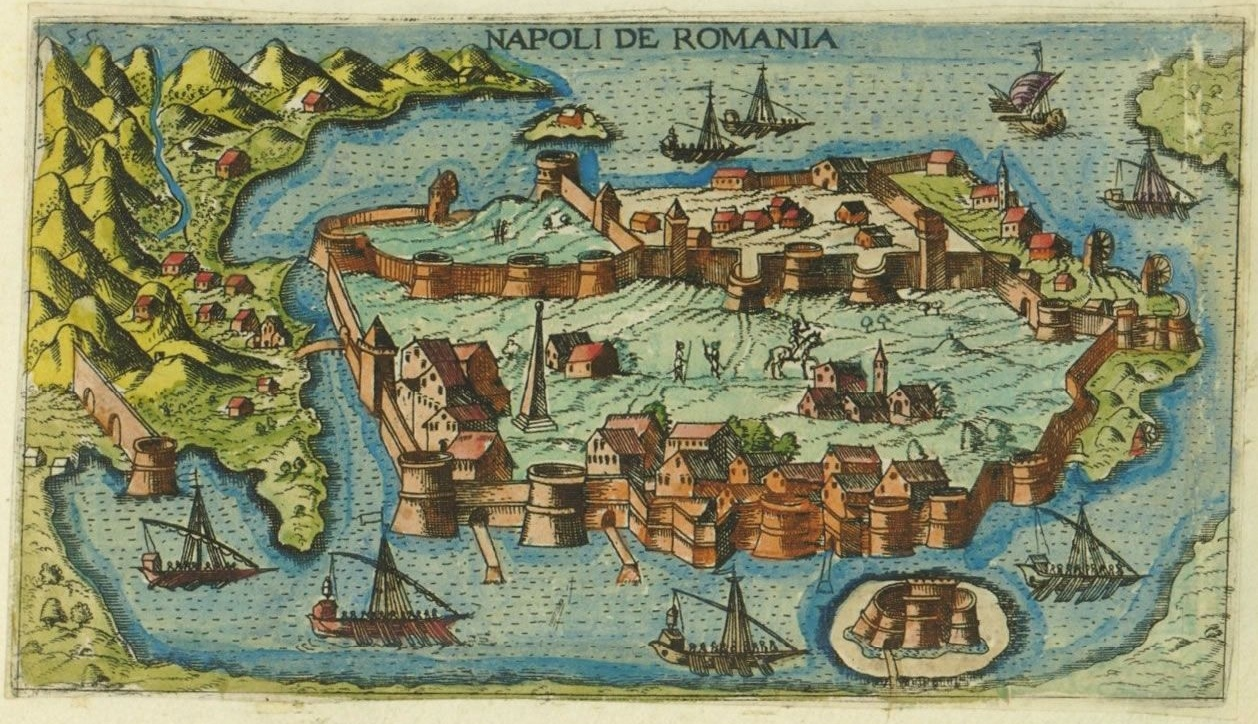
Návplion (Napoli of Romania) térképe 1597-ből
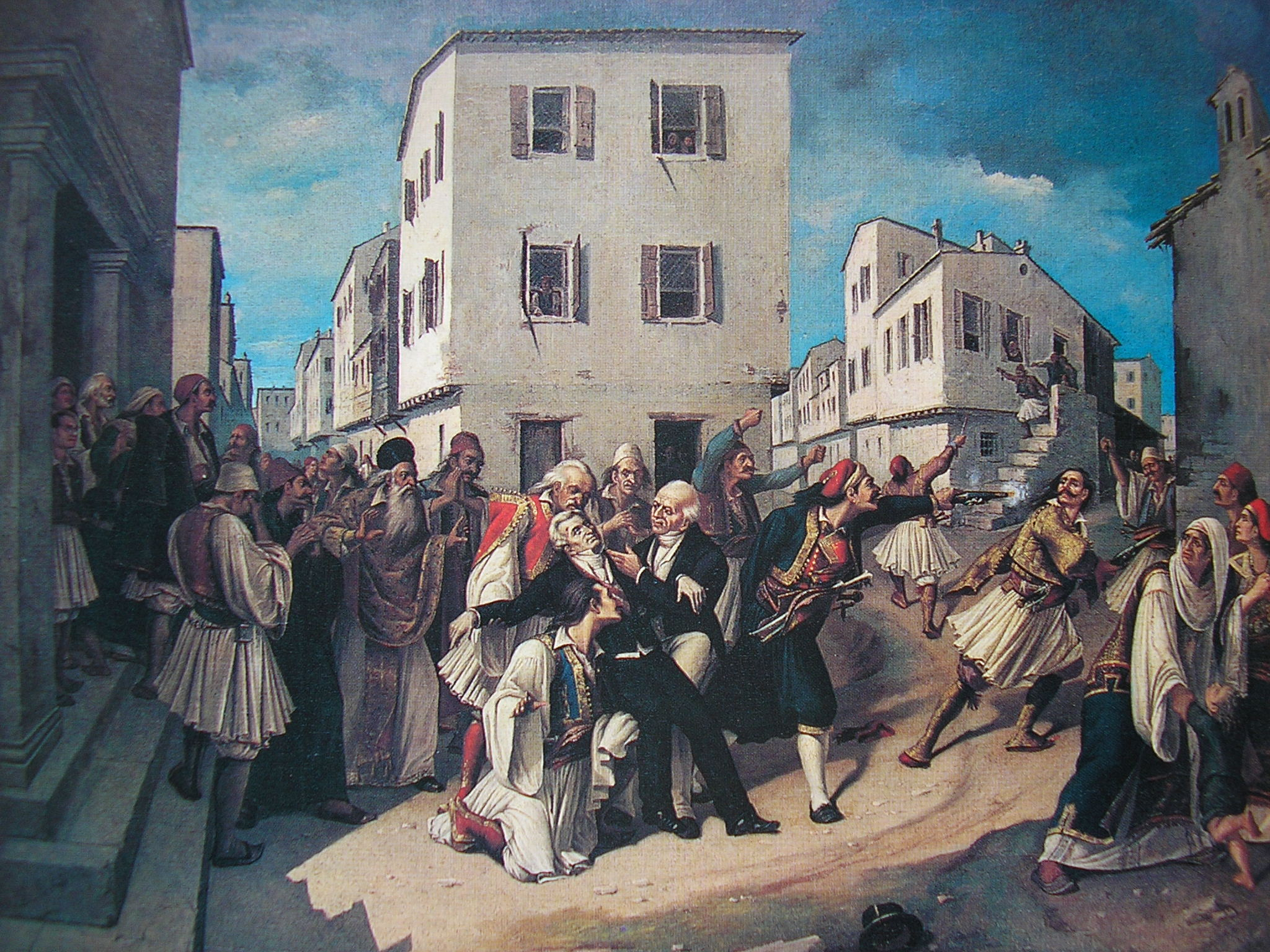
Joánisz Kapodísztriasz meggyilkolása (Kharalambosz Pakhisz)
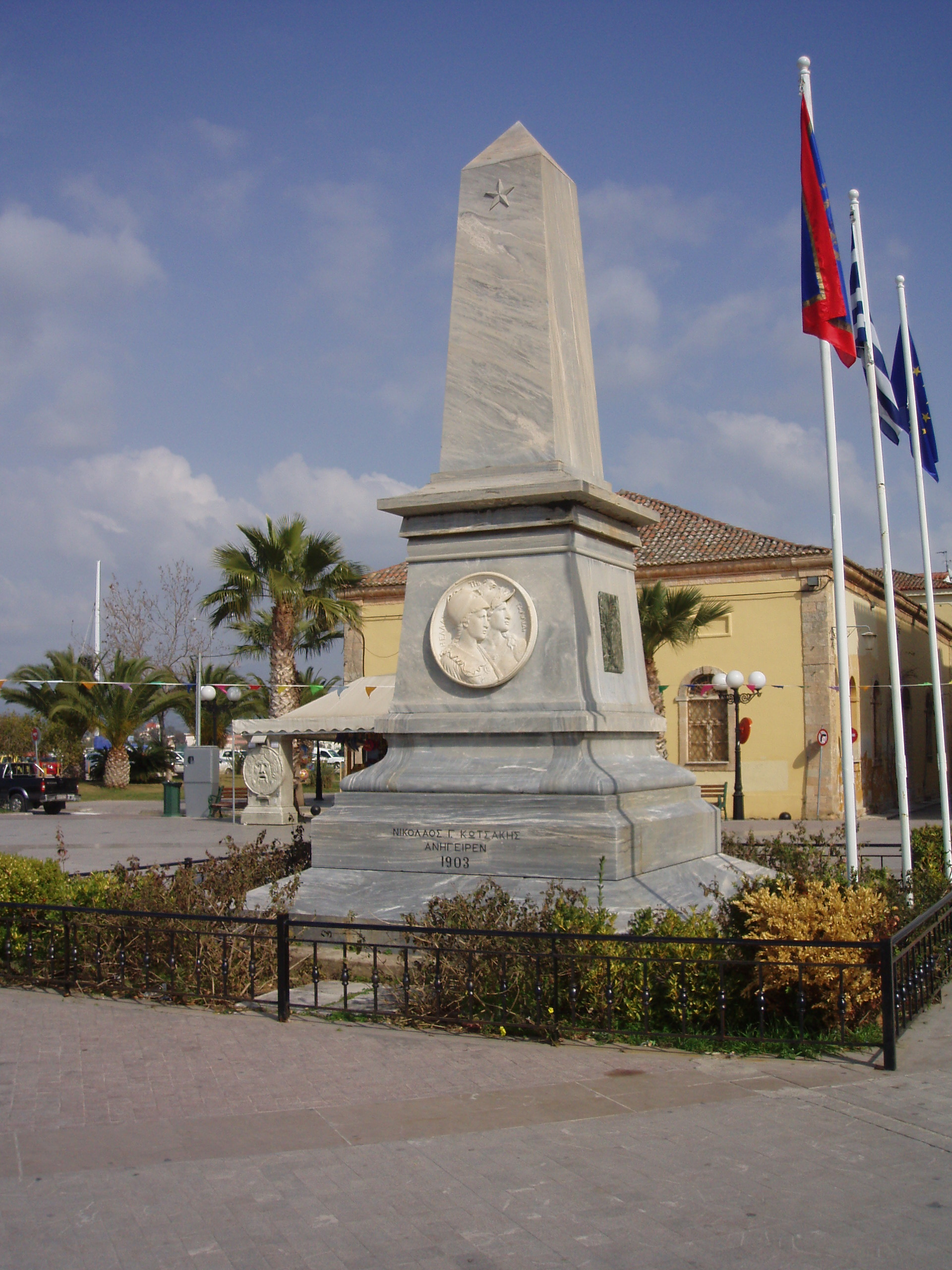
A Morea expedíció emlékműve
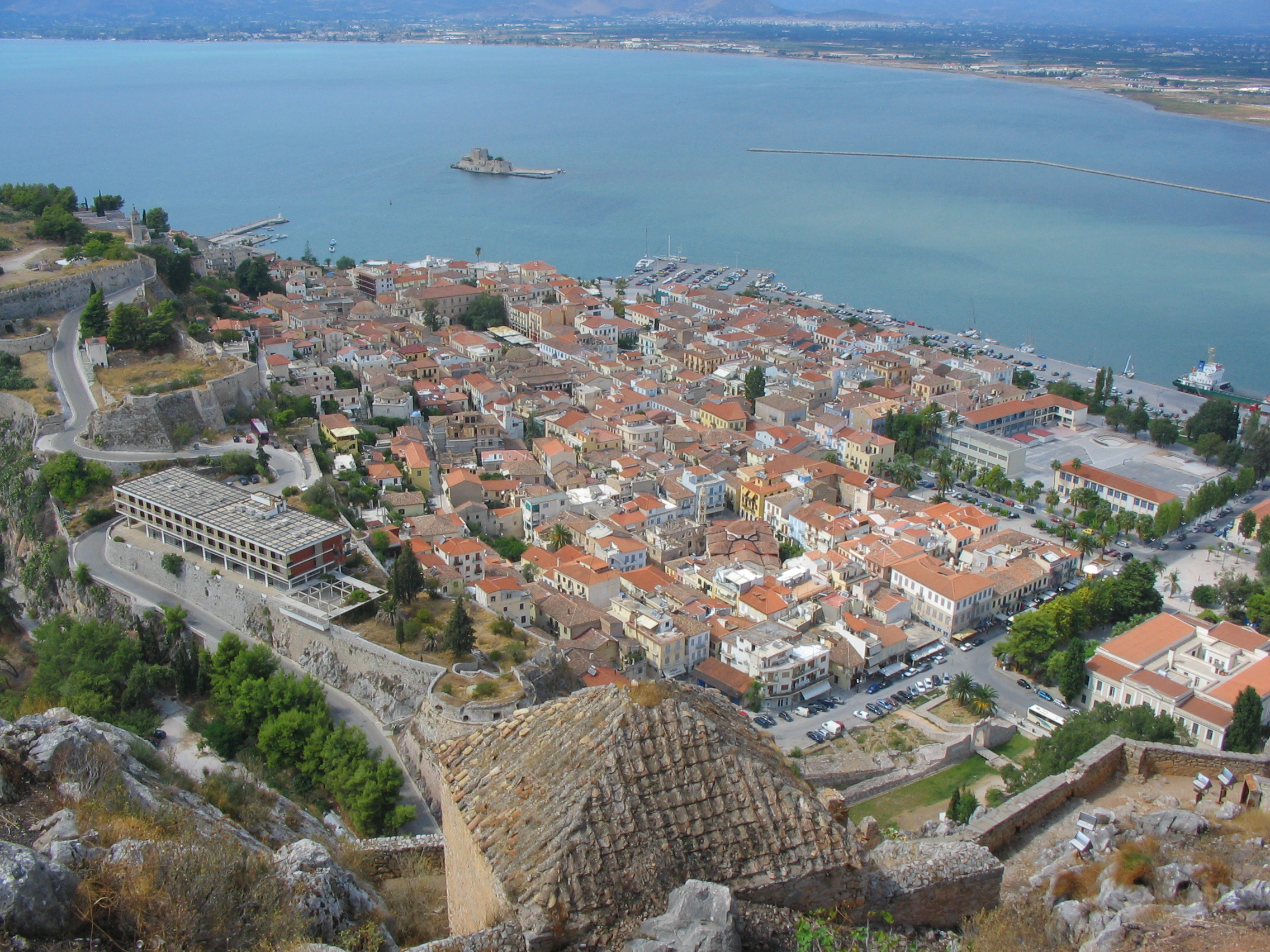
Kilátás a városra
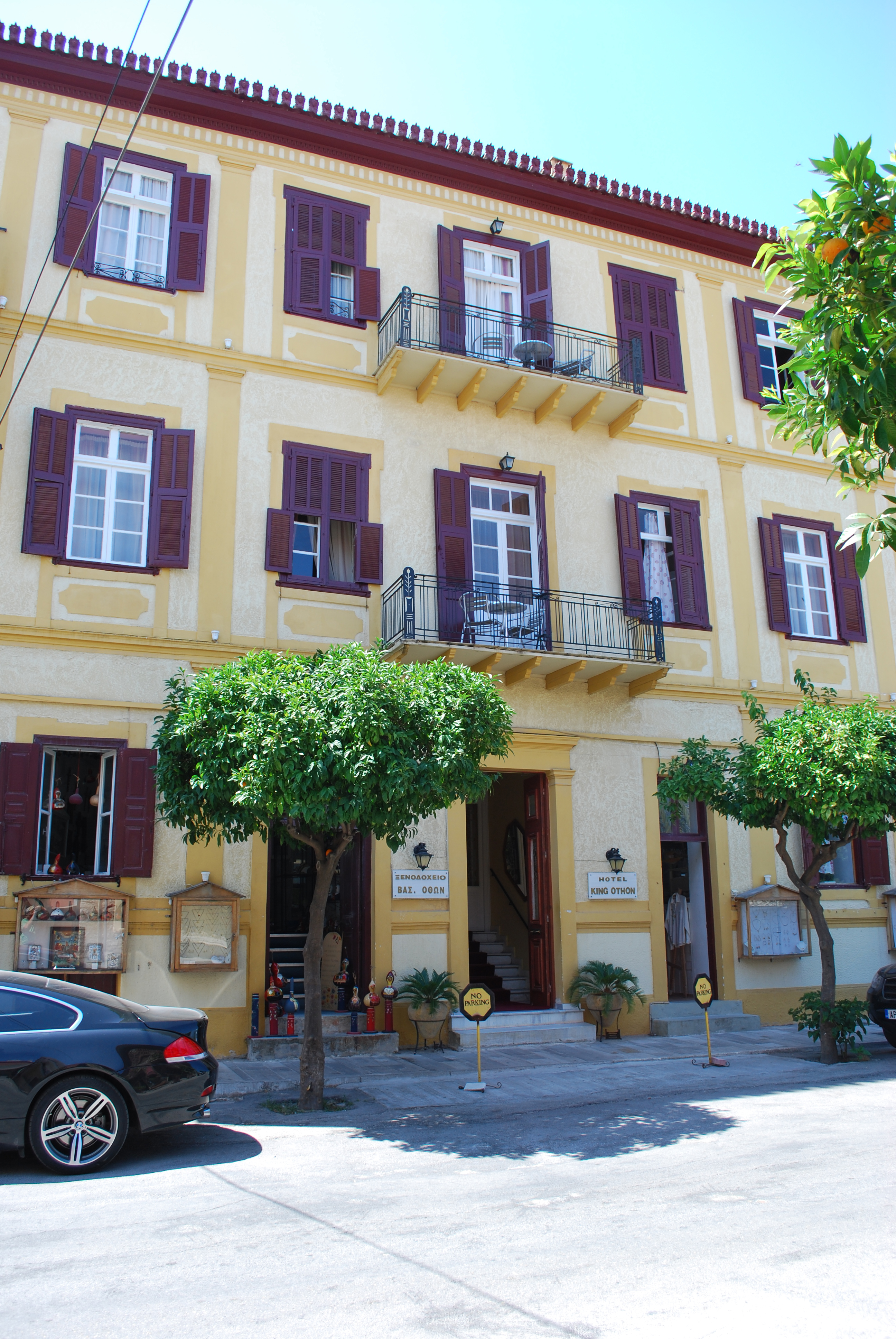
Az Ottó Király Szálloda
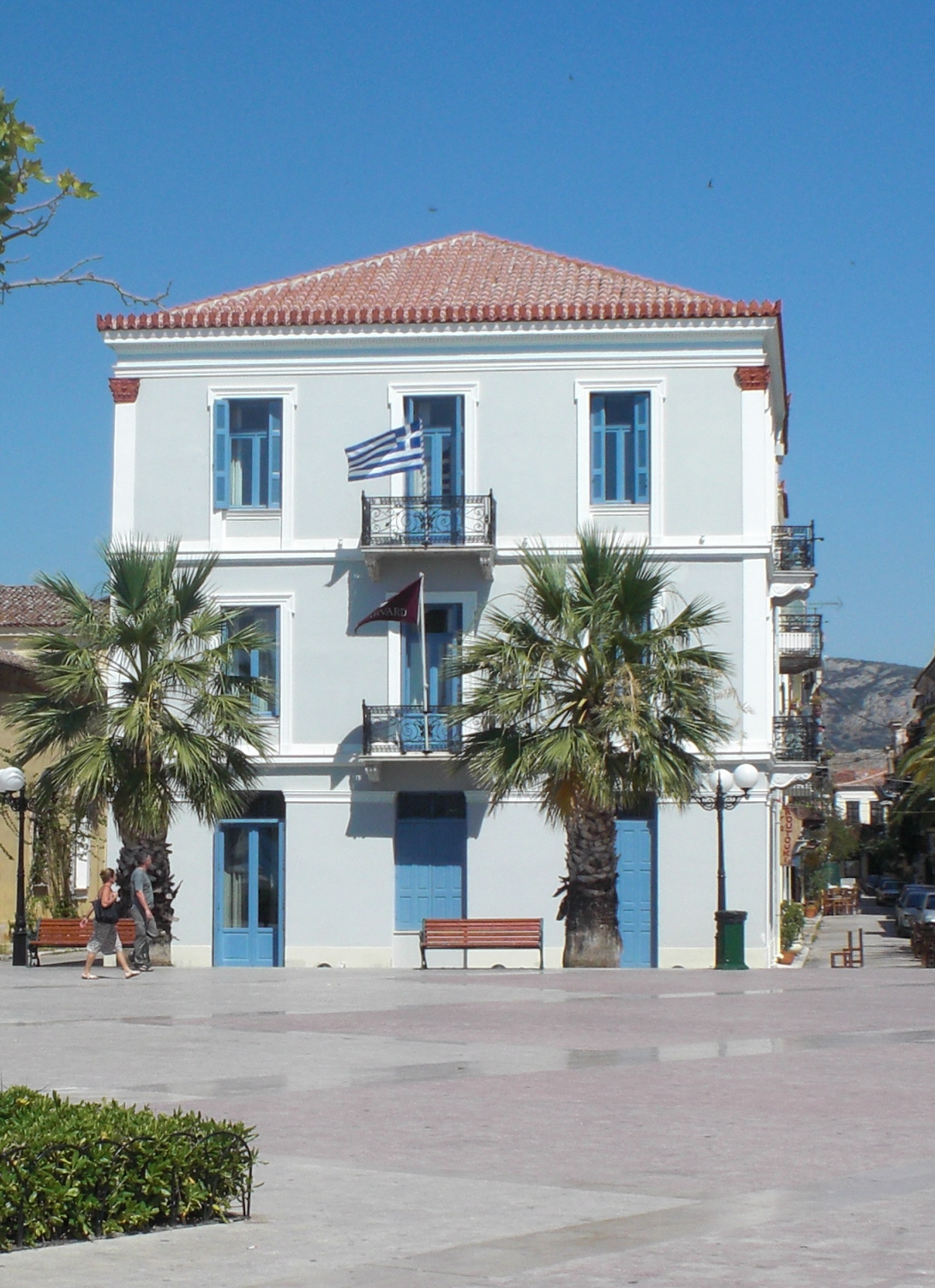
Hellén kutatóközpont
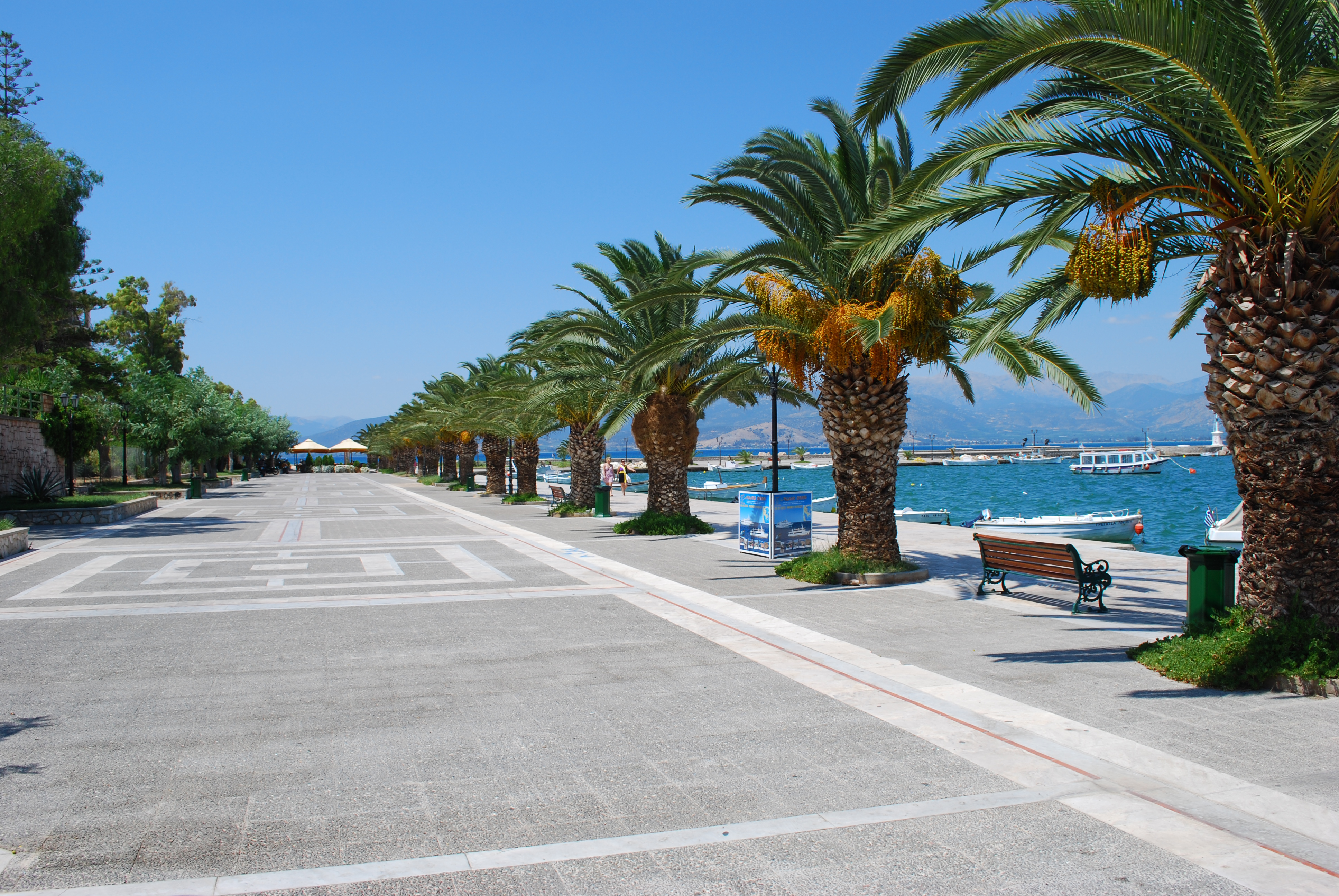
Sétány
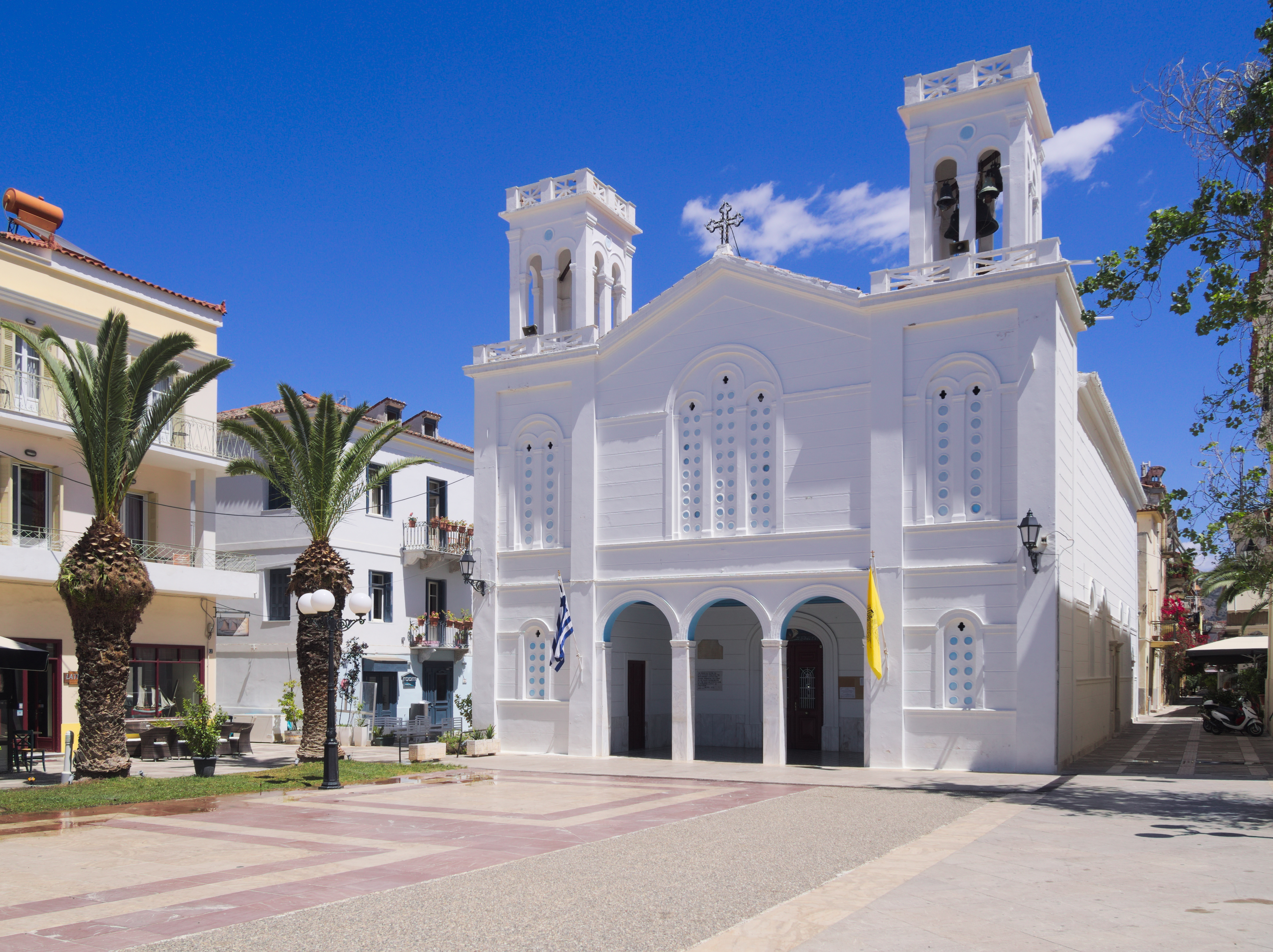
A Szent Miklós-templom
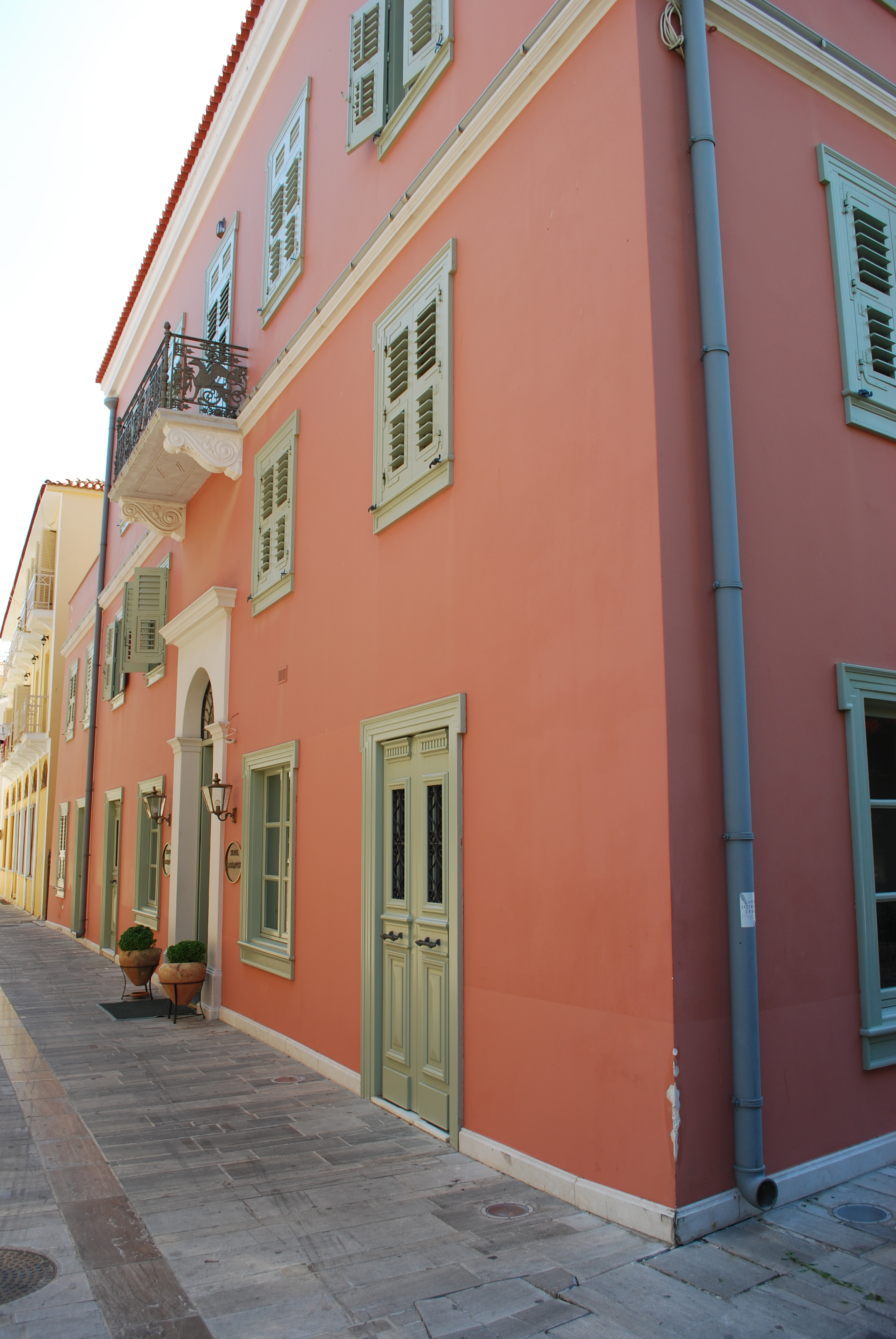
Az Ariszteidu út
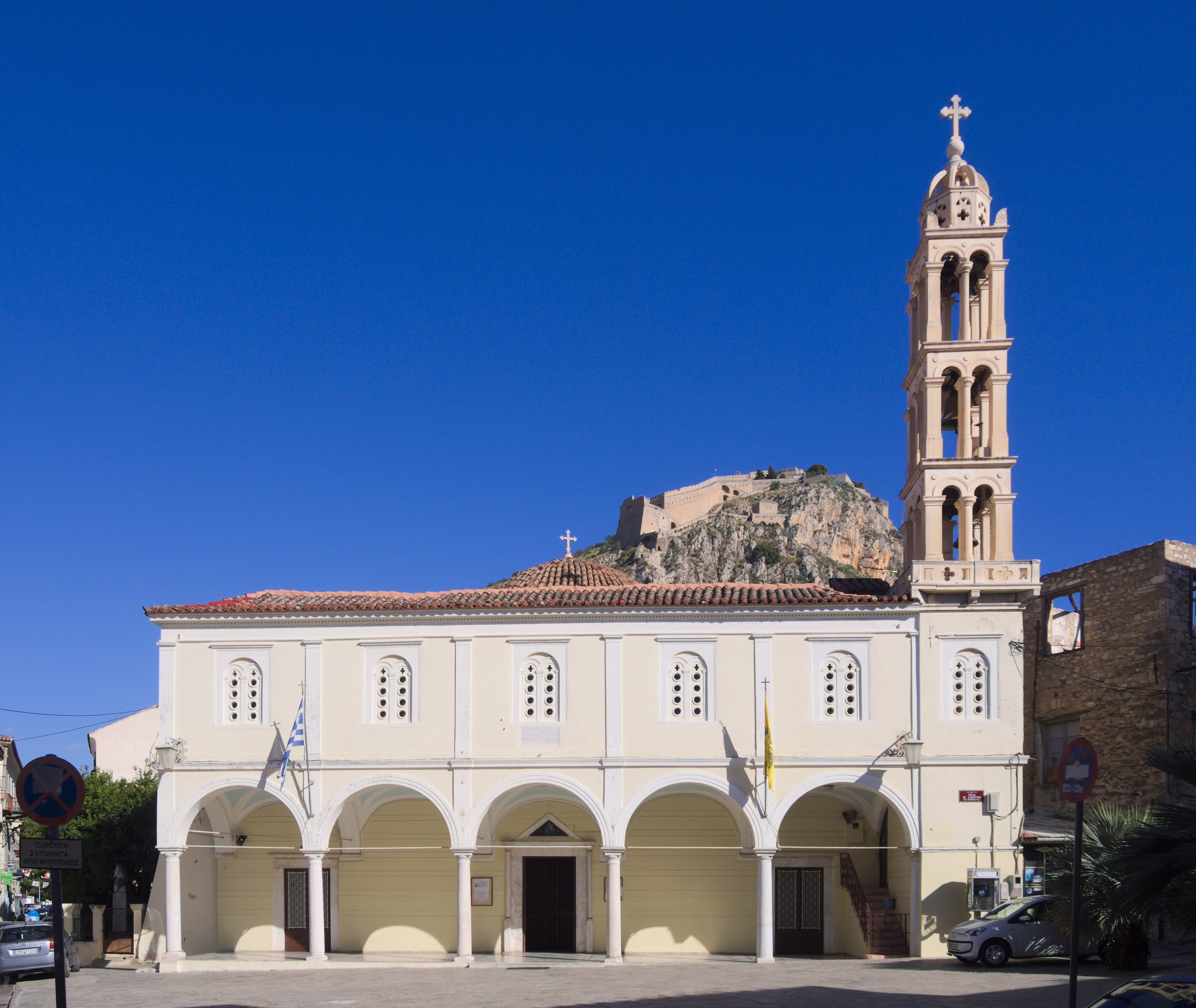
Szent György-templom

## Fordítás
- Ez a szócikk részben vagy egészben  a   Nafplio című angol Wikipédia-szócikk fordításán alapul.  Az eredeti cikk szerkesztőit annak laptörténete sorolja fel. Ez a jelzés csupán a megfogalmazás eredetét és a szerzői jogokat jelzi, nem szolgál a cikkben szereplő információk forrásmegjelöléseként.